# Hołowacze (Litwa)
Hołowacze (lit. Galvininkai) – wieś na Litwie, w okręgu wileńskim, w rejonie wileńskim, w gminie Mariampol.

## Historia
W dwudziestoleciu międzywojennym leżały w Polsce, w województwie wileńskim, w powiecie wileńsko-trockim, w gminie Rudomino. W 1931 miejscowość liczyła 65 mieszkańców, zamieszkałych w 10 budynkach. Prócz wsi istniał także położony nieopodal folwark Hołowacze, współcześnie będący częścią Okmieniszek.
Po II wojnie światowej w granicach Związku Sowieckiego. Od 1991 na niepodległej Litwie.